# Montagne Snowmass
Pour les articles homonymes, voir Snowmass.
La montagne Snowmass, en anglais Snowmass Mountain, est un sommet montagneux américain à la frontière du comté de Gunnison et du comté de Pitkin, au Colorado. Elle culmine à 4 295 mètres d'altitude dans les monts Elk. Elle est protégée au sein de la forêt nationale de White River et de la Maroon Bells-Snowmass Wilderness.